# Sarah Rees Brennan
Œuvres principales
- La Nuit des démons

Sarah Rees Brennan, née le 21 septembre 1983 en Irlande, est une femme de lettres irlandaise vivant à Dublin, connue principalement pour sa littérature d'enfance et de jeunesse fantastique ou de science-fiction en tant qu'autrice pour des franchises telles que The Mortal Instruments (The Bane Chronicles; plus de 8 volumes) ou Les Nouvelles Aventures de Sabrina,,,. Son premier roman, La Nuit des démons, est sorti en juin 2009 chez Simon & Schuster et ses ouvrages sont depuis des best-sellers au Royaume-Uni,,.

## Biographie
Sarah Rees Brennan est née en Irlande et a vécu à New York après avoir obtenu une maîtrise en écriture créative de l'Université de Kingston à Londres où elle écrivit son premier roman La Nuit des démons, la maison d'édition Simon & Schuster lui ayant alors offert un contrat pour trois livres qui impliquait un montant à six chiffres non divulgué. Elle a travaillé comme bibliothécaire dans le Surrey en Angleterre avant de déménager à Dublin où elle vit encore en 2020 et a un blog sur Livejournal qui compte des milliers d'abonnés.

## Œuvres

### SérieLexique du démon
1. La Nuit des démons, Albin Michel Jeunesse, 2010 ((en) The Demon's Lexicon, 2009), trad. Raphaële Eschenbrenner, 320 p.  (ISBN 978-2-226-20934-4)
2. (en) The Demon's Covenant, 2010  (ISBN 978-1416963820)
3. (en) The Demon's Surrender, 2011  (ISBN 978-1416963844)

### SérieLynburn Legacy
1. (en) Unmade, 2012  (ISBN 9780375979965)
2. (en) Untold, 2013  (ISBN 978-0375871047)
3. (en) Unspoken, 2014  (ISBN 978-0375871030)

Nouvelles
1. (en) The Spring Before I Met You, 2012
2. (en) The Summer Before I Met You, 2012
3. (en) The Night After I Lost You, 2013

### SérieLes Nouvelles Aventures de Sabrina
1. L'Heure des sorcières, Hachette, 2019 ((en) Season of the Witch, 2019), trad. Charlotte Faraday, 270 p.  (ISBN 978-2-01-621237-0)
2. La Fille du chaos, Hachette, 2020 ((en) Daughter of Chaos, 2019), trad. Charlotte Faraday, 360 p.  (ISBN 978-2-01-621238-7)
3. (en) Path of Night, 2020

### UniversFence
- (en) Fence: Striking Distance, 2020  (ISBN 978-0316456678)

### UniversLes Chroniques des Chasseurs d'Ombres
- Les Chroniques de Bane (en) ((en) The Banes Chronicles, 2015)  (ISBN 978-1442496002)Écrit avec Cassandra Clare et Maureen Johnson (en).
- (en) Tales From the Shadowhunter Academy (en), 2016  (ISBN 978-1481443258)Écrit avec Cassandra Clare, Maureen Johnson (en) et Robin Wasserman (en).

#### Romans indépendants
- (en) Team Human (en), 2012  (ISBN 9780062089649)Écrit avec Justine Larbalestier.
- (en) Tell the Wind and Fire, 2016  (ISBN 978-1520004495)
- (en) In Other Lands, 2017  (ISBN 978-1618731203)

### Nouvelles
- (en) Undead is Very Hot Right Now, 2009Publiée dans The Eternal Kiss, éd. Trisha Telep  (ISBN 9780762437177)
- (en) L'espion qui n'a jamais grandi, 2010Publiée dans Kiss Me Deadly, éd. Trisha Telep  (ISBN 978-0762439492)
- (en) Queen of Atlantis, 2011Publiée le Subterranean Press Magazine: été 2011, éd. Gwenda Bond  (ISBN 978-1931520485)
- (en) Lets Get This Undead Show on the Road, 2011Publiée dans Enthralled: Paranormal Diversions, éd. Melissa Marr (en) (ISBN 978-0007442461)
- (en) Faint Heart, 2012Publiée dans After, éd. Ellen Datlow et Terri Windling (ISBN 978-1511318860)
- (en) Treasure and Maidens, 2012Publiée dans Scheherazade's Facade, éd. Michael M. Jones  (ISBN 978-1613900581)
- (en) I Gave You My Love by the Light of The Moon, 2013Publiée dans Defy the Dark, éd. Saundra Mitchell  (ISBN 978-0062123534)
- (en) Beauty and the Chad, 2014Publiée dans Grim, éd. Christine Johnson  (ISBN 978-0373211081)
- (en) Wings in the Morning, 2014Publiée dans Monstrous Affections, éd. Kelly Link (ISBN 978-0763664732)

### SérieTime of Iron
1. Longue vie au mal, Korrigan, 2024 ((en) Long Live Evil, 2024), trad. Laurence Seguin, 500 p.  (ISBN 978-2-38516-091-3)

### Sous le nom de Ava Corrigan

#### SérieDestin: La Saga Winx
1. (en) The Fairies' Path, 2021
2. (en) Lighting the Fire, 2022

## Récompenses et distinctions
La liste non-exhaustive de ses prix inclut, :
- Lexique du démon
  - Nommé un des dix meilleurs livres de l'année par le prix ALA Best Fiction for Young Adults (en) 2010[16].
  - Sélectionnée pour la médaille Carnegie.
  - Finaliste Cybils 2009[17].
  - Finaliste du Prix du Livre de Leeds.
  - Classé 3 étoiles par les Kirkus Reviews et du School Library Journal.

- Unmade
  - Nommé pour le prix Andre-Norton 2015, prix littéraire décerné à l'œuvre de science-fiction pour jeunes adultes jugée la plus novatrice par l'organisation Science Fiction and Fantasy Writers of America limité aux œuvres publiées aux États-Unis.

- In Other Lands
  - Finaliste du prix Lodestar du meilleur livre pour jeunes adultes 2018.